# Hogebrug (Harelbeke)
De Hogebrug is een boogbrug over de Leie in Harelbeke. Vanouds bij het ontstaan van de stad waren beide kanten van de Leie verbonden door een brug; nl. de Hooghe Leyebrugghe. De brug was lange tijd een belangrijke brug in de regio, doordat ze de enige brug over de Leie was tussen Kortrijk en Deinze. Oorspronkelijk een ophaalbrug, werd ze tijdens oorlog vaak verwoest en heropgebouwd.
Uit een erfakte uit 1610 blijkt dat schippers bruggeld moesten betalen om door te varen. Een kost, waarvan de onderdanen van de nabije heerlijkheid ter Coutere vrij van waren.
Tijdens het laatste jaar van de Eerste Wereldoorlog, in de nacht van 15 en 16 oktober 1918 werd de Hoge Brug door de achteruittrekkende Duitse troepen opgeblazen. De Britten trachtten de brug te herstellen om op 16 oktober de Leie over te steken richting Harelbeke. Na de oorlog verdween de ophaalbrug en werd een nieuwe hogere brug geplaatst.
Tijdens de Tweede Wereldoorlog in mei 1940 werd de brug opnieuw geblazen, ditmaal door het Belgische 25ste linieregiment om de opmars van de Duitsers te stoppen.
De huidige brug werd officieel geopend in 2016, als onderdeel van de Leiewerken. De brug werd in verschillende stukken van de werkplaats van Aelterman in Gent naar Harelbeke verscheept, waar ze aan de broelkaai werden samengebracht. Op 23 januari 2016 werd de brug uiteindelijk geïnstalleerd. Het heeft een doorvaarthoogte van 7 meter.

## Externe video
- Installatie Hogebrug Harelbeke - time-lapse door Waterwegen en Zeekanaal NV, 2016.